# 182-га резервна дивізія (Третій Рейх)
182-га резервна дивізія (Третій Рейх) (нім. 182. Reserve-Division) — резервна піхотна дивізія Вермахту за часів Другої світової війни. Входила до складу сил резервних військ Вермахту, що виконували окупаційні функції на території Франції. Після висадки союзних військ на територію Нормандії тримала оборону морського узбережжя. Згодом вела бої на півночі Франції, відступила з боями до Бельгії. 1 квітня 1945 року переформована на 182-у піхотну дивізію.

## Історія
182-га резервна дивізія сформована 26 листопада 1942 року у західній Франції шляхом переформування 182-ї піхотної дивізії, що входила до складу сил резервних військ Вермахту. Формування дивізії проводилось у Бретані, де вона виконувала окупаційні функції до вересня 1943 року.
Надалі дивізія передислокувалась до Парижа, де німецькі війська зі складу з'єднання продовжували ведення активних антипартизанських дій, інтенсивність яких значно зросла у передбаченні вторгнення союзних військ до Франції. У лютому 1944 року 182-гу резервну дивізію передислокували на захід на узбережжя в районі Па-де-Кале до складу LXXXII армійського корпусу генерала артилерії Й. Зіннгубера, для забезпечення протидесантної оборони.
Після висадки союзних військ на територію Нормандії, німецька дивізія у складі 15-ї армії утримувала оборону морського узбережжя. Згодом вела бої на півночі Франції, відступила з боями до Бельгії. У жовтні 1944 року її терміново перекинули на Східний фронт до Словаччини, де нависла загроза радянського наступу. Брала участь у боях, 1 квітня 1945 року переформована на 182-гу піхотну дивізію.

## Райони бойових дій
- Франція (листопад 1942 — жовтень 1944);
- Словаччина (листопад 1944 — квітень 1945).

## Командування

### Командири
- генерал-майор Пауль Леттов (нім. Paul Lettow) (26 листопада — 5 грудня 1942);
- генерал-лейтенант Отто Шіллінг (нім. Otto Schilling) (5 грудня 1942 — 25 березня 1944);
- генерал-лейтенант Ріхард Бальцер (нім. Richard Baltzer) (25 березня 1944 — 1 квітня 1945).

### Підпорядкованість
| Час          | Корпус                | Армія          | Група армій (округ) | Штаб           |
| ------------ | --------------------- | -------------- | ------------------- | -------------- |
| 1942         |                       |                |                     |                |
| 26 листопада | LXVI резервний корпус |                | Група армій «D»     | Бретань        |
| 1943         |                       |                |                     |                |
| січень       | LXXXII ак             | 15-та армія    | Група армій «D»     | Бретань        |
| березень     |                       |                | Група армій «D»     | Бретань        |
| 1944         |                       |                |                     |                |
| січень       |                       | —              | Група армій «D»     | Па-де-Кале     |
| лютий        |                       | 15-та армія    | Група армій «D»     | Па-де-Кале     |
| травень      |                       | 15-та армія    | Група армій «B»     | Нормандія      |
| серпень      | LXXXIX ак             | 15-та армія    | Група армій «D»     | Бельгія        |
| жовтень      | передислокація        | передислокація | передислокація      | передислокація |
| листопад     | резерв                | резерв         |                     | Словаччина     |

### Склад
| 1943                                     |
| ---------------------------------------- |
| 79-й резервний гренадерський полк        |
| 112-й резервний гренадерський полк       |
| 342-й резервний гренадерський полк       |
| 1082-й резервний артилерійський дивізіон |
| 1082-а інженерна рота                    |
| 1082-те дивізійне управління постачання  |